# Fîntînița, Drochia
Fîntînița este satul de reședință al comunei cu același nume  din raionul Drochia, Republica Moldova.
În sat este amplasat izvorul din satul Fîntînița, o arie protejată din categoria monumentelor naturii de tip hidrologic.

## Demografie

### Structura etnică
Structura etnică a satului conform recensământului populației din 2004:
| Grup etnic         | Populație | % Procentaj |
| ------------------ | --------- | ----------- |
| Moldoveni / Români | 1.375     | 98,42%      |
| Ucraineni          | 12        | 0,86%       |
| Ruși               | 9         | 0,64%       |
| Bulgari            | 1         | 0,07%       |
| Total              | 1.397     | 100%        |

## Personalități originare din Fîntînița
- Eugenia Ostapciuc - politician, președinte al Parlamentului Republicii Moldova în perioada 2001-2005
- Aurica Țurcanu - actriță la Teatrul Republican Muzical-Dramatic „B. P. Hasdeu” din Cahul
- Valeriu Chitan - economist, ministrul finantelor al Republicii Moldova (1994-1998). Presedintele Asociatiilor Bancilor Comerciale (1998-2003). Top manager in grupul petrolier LUKOIL (2003-2010).

Membrul Curtii de Conturi (2011-2016).
Presedintele Comisiei Nationale a Pietei Financiare ( 2017- 2021).